# Elecciones federales de México de 1979
El domingo 1 de julio de 1979 se realizan las elecciones legislativas de 1979 y en ellas fueron elegidos a nivel federal. Fueron de las primeras elecciones celebradas después de la aprobación de la Reforma política de 1977, lo que permitió que los partidos Comunista de México, Demócrata Mexicano y Socialista de los Trabajadores obtuvieran su registro legal y contendieran por primera vez a las elecciones, por este motivo el número de diputados electos pasó de 237 a 400.
- 400 Diputados. Miembros de la Cámara baja del Congreso de la Unión y 67 circunscripciones. 300 electos por voto popular y 100 por representación proporcional.

## Antecedentes
Después de que José López Portillo contendiera en 1976 como candidato presidencial por el Partido Revolucionario Institucional (que entonces dominaba la vida política mexicana sin contrapesos y era apuntalado por partidos paraestatales como el Popular Socialista y el Auténtico de la Revolución Mexicana, los que siempre elegían como su abanderado al del priísmo), sin nadie contra quien competir, pues el Partido Acción Nacional, único realmente opositor al PRI, no postuló a ninguno de sus militantes en aquella justa al generarse fuertes disputas internas, y Valentín Campa, mítico líder sindical y personaje del proscrito Partido Comunista Mexicano, fue lanzado como aspirante sin registro, obteniendo casi un millón de votos que debieron ser anulados, se creó un problema de legitimidad que, como nunca, evidenció una crisis de representatividad que puso en tela de juicio el modelo democrático contemplado en la Constitución y en el discurso oficial.

### Reforma política de 1977
En este contexto Jesús Reyes Heroles, funcionario y jurista respetado, atípico dentro de la clase gobernante en su carácter de culto historiador del Liberalismo en México e ideólogo del Estado, ocupa la cartera de Gobernación con el propósito de hacer ajustes que respondiesen a la encrucijada en que se hallaba inmerso el régimen. Como primer paso, el 1 de abril de 1977 en Chilpancingo, Guerrero, externa la decisión de promover cambios sustantivos en el esquema electoral para abrir espacios y hacer frente a la inminente realidad política. La selección de esta ciudad para el anuncio no fue casual: era la capital de la entidad donde habían surgido el mayor número de movimientos campesinos y armados contrarios al gobierno, como los de Genaro Vázquez y Lucio Cabañas. Lanzado aquel compromiso, son convocados al debate la oposición en pleno y el mundo académico e intelectual para consensuar la reforma, que se expresó en modificaciones constitucionales y en la aprobación, en diciembre de aquel año, de la Ley Federal de Organizaciones Políticas y Procedimientos Electorales (LOPPE), misma que ordenaba la estructura de un colegio electoral (no se crearía un órgano electoral autónomo hasta el sexenio de Carlos Salinas de Gortari en 1990); otorgaba el registro a más de una organización que permanecía en la clandestinidad (como el mencionado Partido Comunista); permitía las coaliciones; abría tiempos oficiales en radio y televisión para la promoción de las distintas fuerzas políticas; contenía la nueva fórmula de la representación proporcional (consistente en la repartición de cien escaños entre los partidos según el porcentaje nacional de sufragios que obtuviesen en ese rubro de votación, independientemente de los distritos electorales ganados o perdidos, garantizando de ese modo la presencia parlamentaria de todas las siglas y corrientes); y aumentaba de 186 a 400 el número de diputados que integrasen la Cámara Baja, lo cual obligó a la construcción del Palacio Legislativo de San Lázaro para darles cabida.
Un año después, se promovió una ley de amnistía para exonerar a los militantes de grupos subversivos urbanos y rurales, tales como la Liga Comunista 23 de Septiembre, el Partido de los Pobres o el Movimiento de Acción Revolucionaria, torturados y presos en el marco de la guerra sucia de los años setenta; una constante exigencia de la izquierda que completaba este paquete de cambios para sentar las bases, a través del diseño de conductos democráticos, del fin de la clandestinidad política.

## Sistema electoral[2]
Todos los ciudadanos mexicanos que tengan al menos 18 años de edad y estén registrados en su circunscripción de residencia tienen derecho a voto. Quedan excluidos de este derecho los locos, drogadictos internados, las personas condenadas por un delito que implique pena de prisión y las que cumplen una pena de prisión. Los registros electorales se mantienen continuamente actualizados. La votación es obligatoria y la abstención conlleva una multa o prisión. Podrán presentarse a las elecciones a la Cámara de Diputados todos los ciudadanos por nacimiento de al menos 21 años de edad y en pleno ejercicio de sus derechos políticos desde su Estado o territorio de origen o en el que hayan residido durante al menos seis meses. Ministros religiosos, miembros del ejército federal en servicio activo, agentes de policía de rango superior en el distrito en cuestión, secretarios o subsecretarios de Estado, jueces de la Corte Suprema y gobernadores de los estados no son elegibles para el Congreso; aparte de los ministros religiosos, dicha inhabilitación puede anularse si los funcionarios en cuestión renuncian a sus cargos 90 días antes de la elección. Los gobernadores no pueden ser elegidos en los distritos de su jurisdicción durante su mandato, incluso si renuncian a su cargo.
En 1979, los diputados fueron elegidos por primera vez de acuerdo con la Ley Federal de Organizaciones Políticas y Procedimiento Electoral de 1977. De los 400 miembros, 300 fueron elegidos por mayoría simple dentro de distritos electorales uninominales, y 100 fueron elegidos mediante un sistema de representación proporcional de listas regionales de partidos dentro de distritos electorales de múltiples miembros. Un partido político puede registrarse si tiene al menos 3,000 miembros en cada uno de al menos la mitad de los Estados o al menos 300 miembros en cada uno de al menos la mitad de los distritos electorales uninominales. En cualquier caso, el número total de miembros no debe ser inferior a 65.000. Un partido también puede obtener el registro condicional si ha estado activo durante al menos cuatro años. La inscripción se confirma si el partido obtiene al menos el 1,5% del voto popular. Cuando se produce una vacante entre los miembros del Congreso elegidos por mayoría de votos, la Cámara en cuestión convoca una elección parcial; cuando se produce una vacante entre los miembros de la Cámara de Diputados elegidos por representación proporcional, es ocupada por el candidato del mismo partido que obtuvo el siguiente mayor número de votos en la última elección.

## Resultados
|  | 72.79 % |

|  | 73.54 % |

|  | 11.79 % |

|  | 11.57 % |

|  | 5.43 % |

|  | 5.38 % |

|  | 3.01 % |

|  | 2.97 % |

|  | 2.41 % |

|  | 2.30 % |

|  | 2.30 % |

|  | 1.86 % |

|  | 2.27 % |

|  | 2.31 % |

|  | 0.07 % |

|  | 93.91 % |

|  | 92.44 % |

|  | 6.09 % |

|  | 7.56 % |

|  | 100.00 % |

|  | 100.00 % |

|  | 49.37 % |

|  | 49.76 % |

Fuente: Diario Oficial de la Federación 